# Daoíz et Velarde

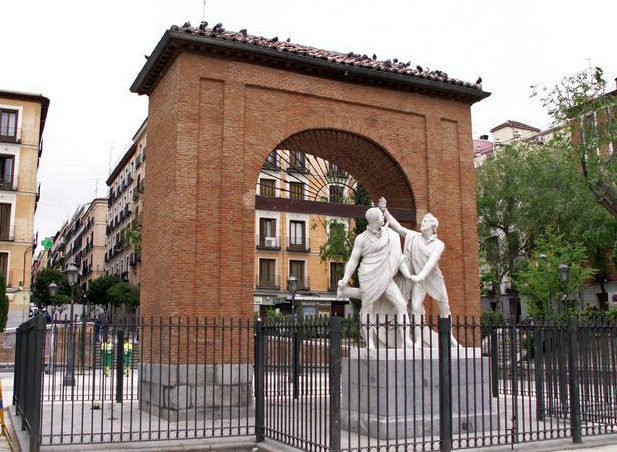
Monument à Daoíz et Velarde sur la place du Dos de Mayo à Madrid.

Luis Daoíz et Pedro Velarde sont deux officiers espagnols, héros du soulèvement du Dos de Mayo en 1808 à Madrid contre les troupes napoléoniennes.

## Histoire
Les capitaines Luis Daoíz y Torres et Pedro Velarde, officiers d'artillerie de la caserne de Monteleón (es) rejoignent le soulèvement du Dos de Mayo en 1808 contre les troupes françaises.
Ils ont apporté au mouvement populaire, le sentiment de la Nation, pour que se joignent à eux, contre les français, non seulement le peuple de Madrid, mais également l'armée et les autres corps constitués. Sans recevoir aucun renfort, ils ont résisté jusqu'à la mort, sans soutien de la Junte de gouvernement, ni des autres militaires. Ils ont été un exemple pour les soulèvements postérieurs à celui du 2 mai de Madrid.

## Hommages
À Madrid, ils sont représentés par une sculpture d'Antonio Solá, placée devant l'ancienne porte de la caserne de Monteleón, sur la place du Dos de Mayo, lieu où se trouvait leur casernement. En leur honneur, on a élevé un obélisque sur la place de la Loyauté, actuellement le monument à ceux qui sont tombés pour l'Espagne.
Les lions qui entourent de part et d'autre l'entrée du palais du Congrès des députés, œuvres de Ponciano Ponzano, coulés avec le bronze des canons capturés pendant la Guerre d'Afrique en 1886, ont reçu familièrement le nom de « Daoíz et Velarde ».